# Villa Pisani (Bagnolo di Lonigo)
| Imagem: Cidade de Vicenza e Villas de Palladio no Véneto | A Villa Pisani (Bagnolo di Lonigo) está incluída no sítio "Cidade de Vicenza e Villas de Palladio no Véneto", Património Mundial da UNESCO. |  |

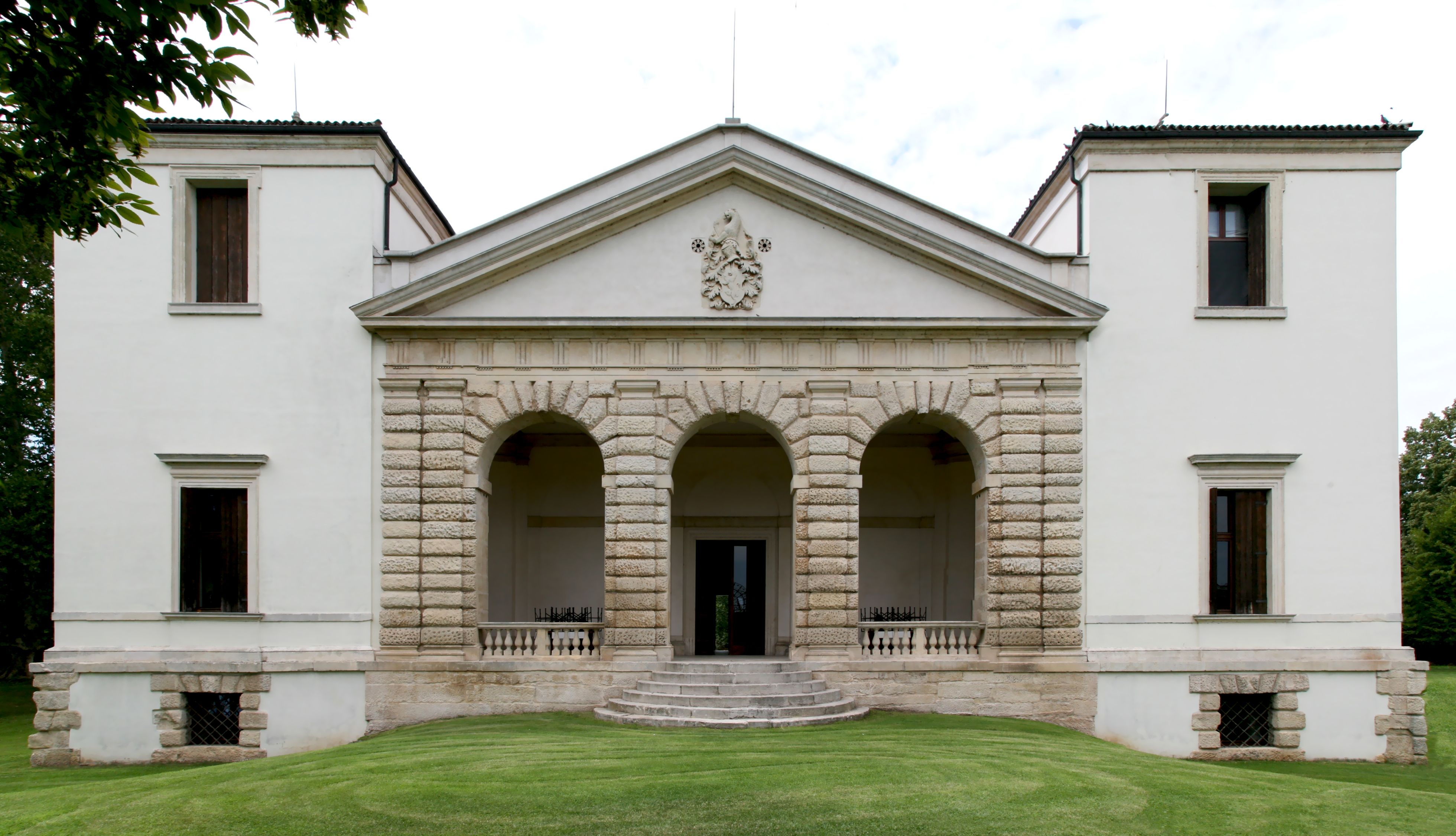
Fachada da Villa Pisani.

A Villa Pisani é uma villa italiana do Véneto, situada em Bagnolo di Lonigo, Província de Vicenza, projectada pelo arquitecto Andrea Palladio, em 1542, por encomenda dos irmãos Pisani, de Veneza. A villa surge na proximidade do rio Guà, num ponto estratégico, perfilando-se, por outro lado, sobre a estrada que liga a fracção de Bagnolo à vizinha Spessa.
Idealizada como villa de campo, cuja finalidade se pode verificar pela presença dos barchesse (armazéns agrícolas) a ela adjacentes, provavelmente só com a presença duma parte daqueles na origem, apresenta um parque que se liga posteriormente ao edifício. A Villa Pisani responde a dois objectivos: simbolizar a presença dos Pisani no seu senhorio, que detinham desde 1523, e ser funcional para a gestão do domínio agrícola. Trata-se, todavia, duma construção incompleta, embora fosse uma das primeiras de Palladio, pois é privada do pátio com arcada provavelmente apoiada à villa. O interior apresenta um majestoso salão central afrescado.
Está classificada pela UNESCO, desde 1996, como Património Mundial, integrada no sítio Cidade de Vicenza e Villas de Palladio no Véneto.

## História

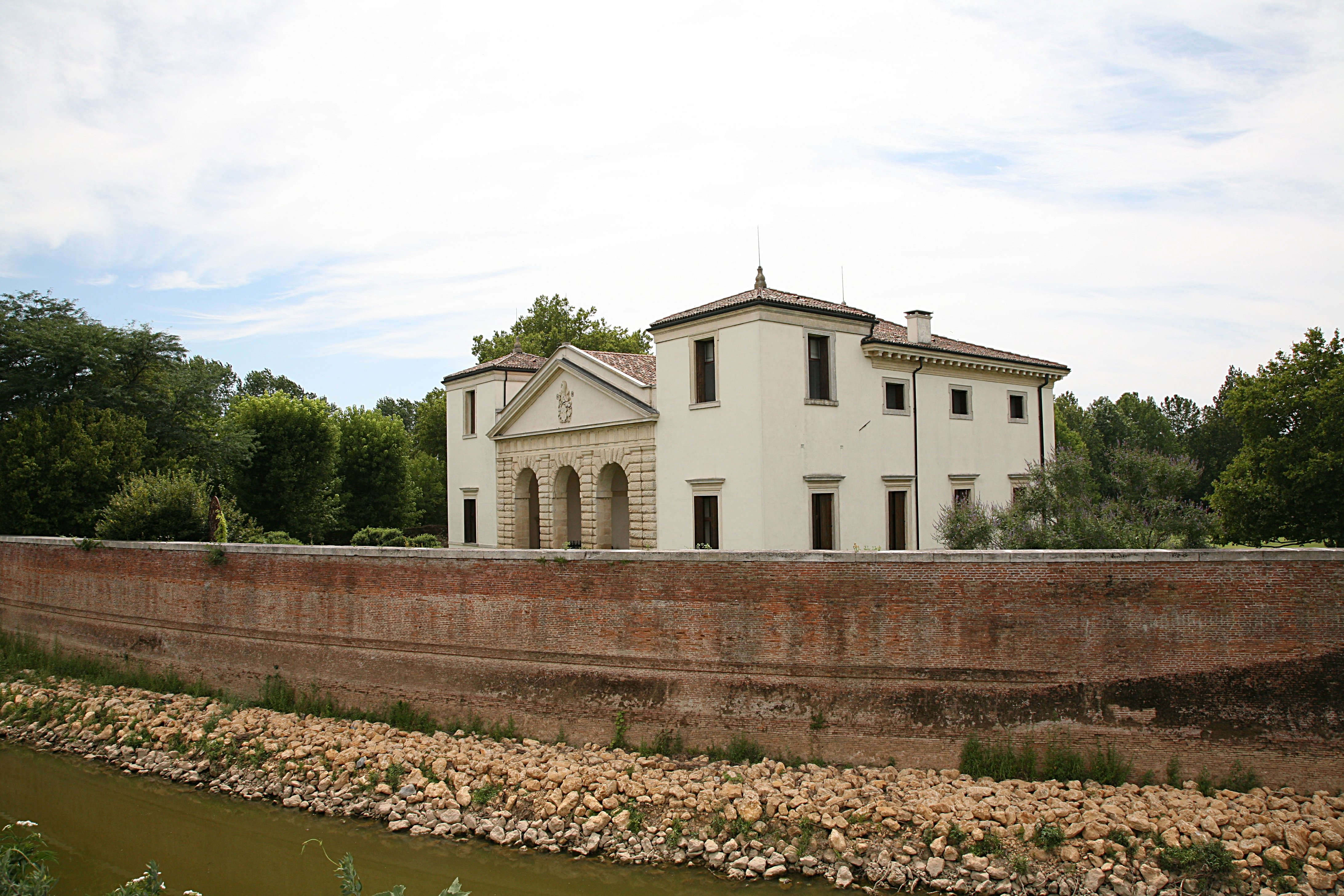
A Villa Pisano vista da margem do rio.

A realização da Villa Pisani em Bagnolo di Lonigo, a partir de 1542, costituiu um verdadeiro ponto de viragem para a carreira do jovem Palladio. Os irmãos Vettore, Marco e Daniele Pisani faziam, de facto, parte da elite aristocrática da República de Veneza, com o consequente nítido salto no estatuto da clientela palladiana, até então sobretudo vicentina.
O vasto domínio agrícola, com mais de 1200 campos, estava na posse dos Pisani desde 1523, e nela existia uma casa dos proprietários anteriores, os vicentinos Nogarola, provavelmente absorvida na nova construção. 
Em 1545, o corpo senhorial estava realizado e, num mapa de 1562, é visível no fundo do pátio uma grande barchessa, encimada por dois pombais, que foi admirada por Giorgio Vasari mas posteriormente destruída e substituída pela actual estrutura oitocentista localizada no lado longo, estranha ao projecto palladiano.
Depois dum bombardeamento ocorrido em 1945, apenas restou um lado da arcada. A villa foi restaurada e aberta ao público em 1993 (visitável sob marcação).

## Detalhes arquitectónicos

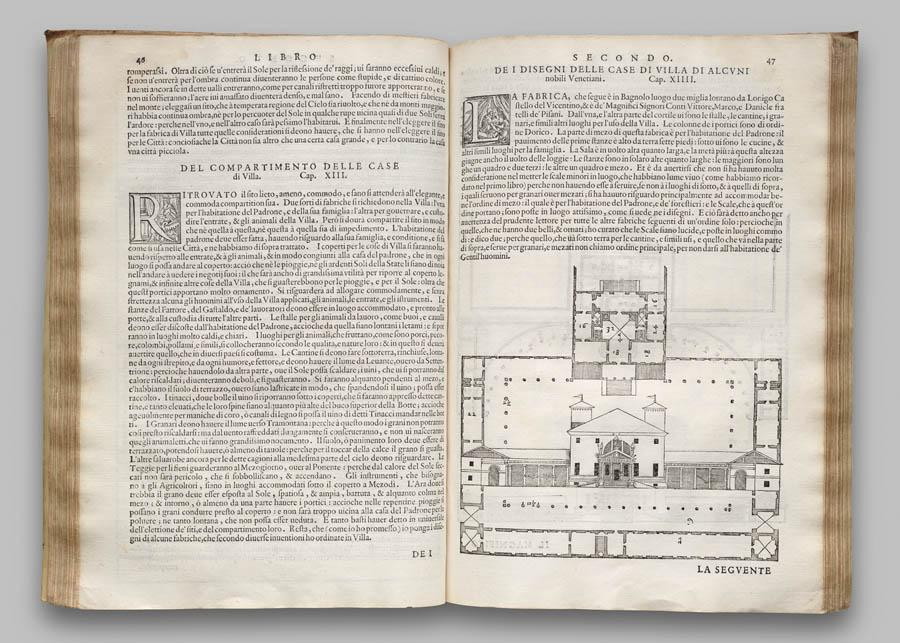
A Villa Pisani nos Quattro Libri de Palladio (livro II), 1570.

O objectivo de Palladio, no seu projecto para esta villa, era ambicioso: realizar uma casa de campo adaptada aos gostos refinados dos irmãos Pisani e, paralelamente, capaz de oferecer uma resposta concreta e racional para a organização de todos os anexos agrícolas. Com efeito, Palladio inseriu num único desenho a casa senhorial, os estábulos, as barchesse e o pombal, esses elementos que na villa do século XV estão inscritos numa disposição espacial fortuita, sem hierarquia funcional e formal.

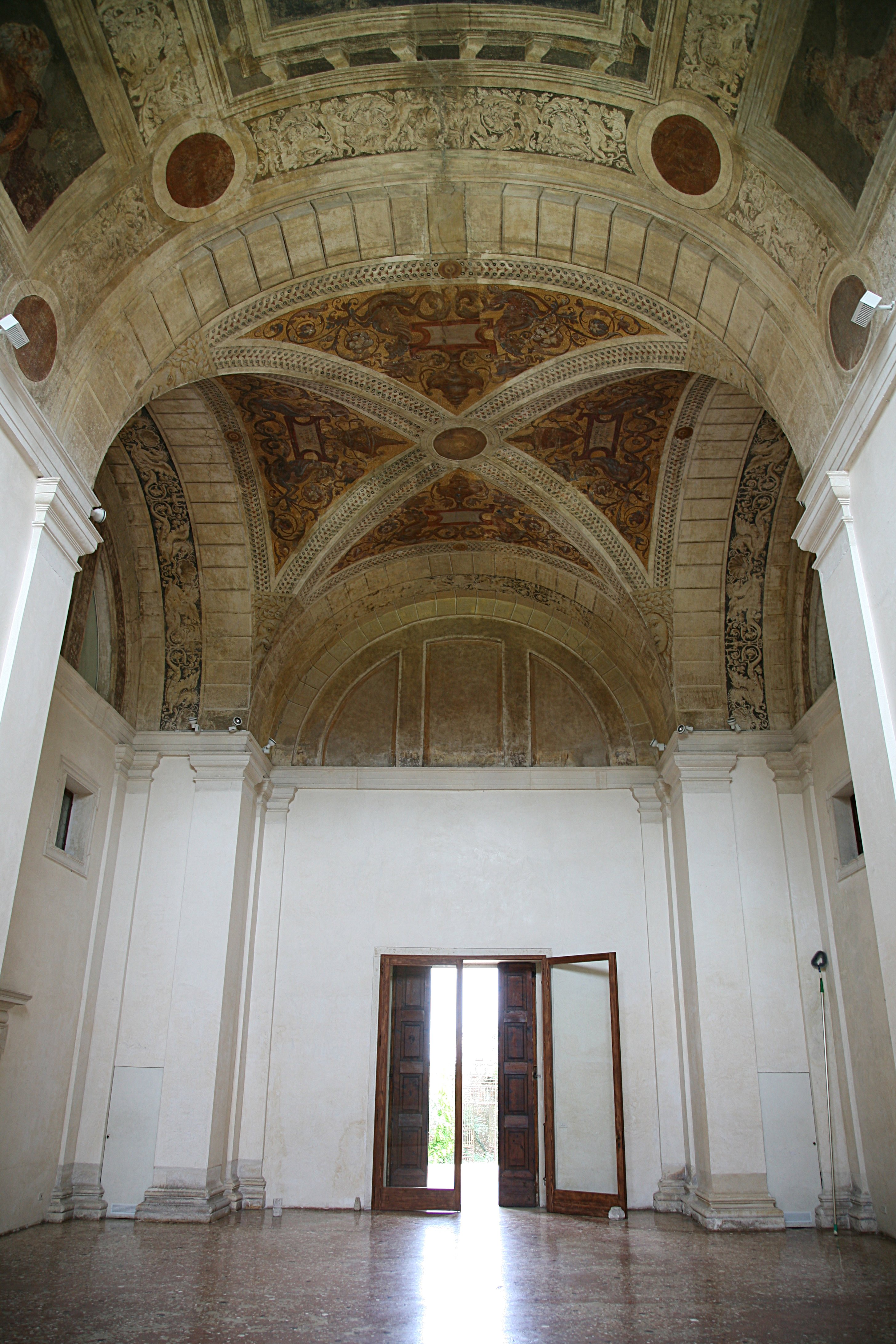
Interior do grande salão.

Ao mesmo tempo, as necesidades práticas da vida agrícola são traduzidas por formas inéditas, numa nova linguagem inspirada pela arquitectura antiga. Como um templo romano, a villa eleva-se sobre uma alta base que dá um realce ao edifício e alberga as instalações de serviço.
O grande salão central em "T" é coberto por uma abóbada de berço como os edifícios termais antigos, sendo ricamente decorado e iluminado por uma ampla janela termal: um espaço radicalmente diferente, pelas dimensões e qualidade formal, das salas das villas pré-palladianas, tradicionalmente mais pequenas e cobertas por um tecto plano com traves de madeira. Uma rica decoração pictórica a fresco, com cenas tiradas das Metamorfoses de Ovídio devidas, provavelmente, à mão de Francesco Torbido (1482/84-1561), dialóga com o espaço arquitectónico exaltando-lhe a monumentalidade.
Um rico dossier de desenhos autografados, hoje conservado em Londres, documenta a evolução do projecto palladiano. Nas primeiras hipóteses abundaram sugestões derivadas da arquitectura antiga e moderna visitada na viagem acabada de fazer a Roma (da Villa Madama de Raffaello ao Belvedere bramantesco, passando pela Cappella Paolina de Sangallo) ao lado de elementos mais especificamente vénetos: a disposição das salas, a loggia ladeada por duas torretas, como na Villa Trissino em Cricoli, ou o poderoso colmeado sanmicheliano da fachada virada ao rio.

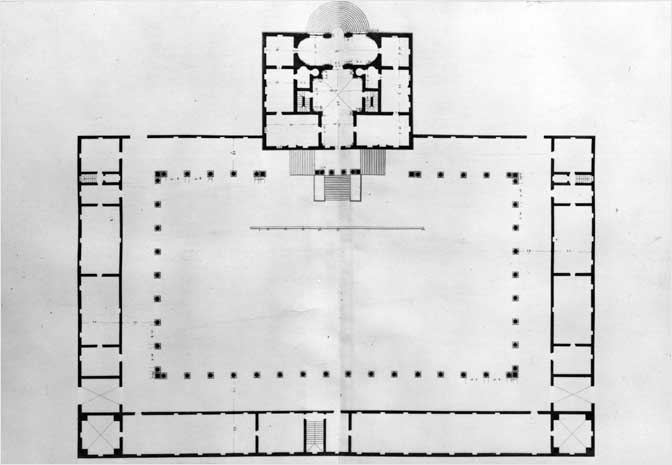
Planta da villa, desenhada por Ottavio Bertotti Scamozzi em 1778.
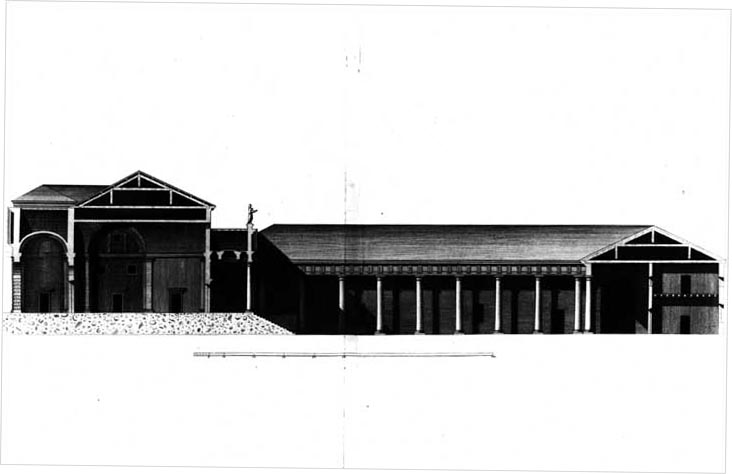
Secção da villa, desenhada por Ottavio Bertotti Scamozzi em 1778.
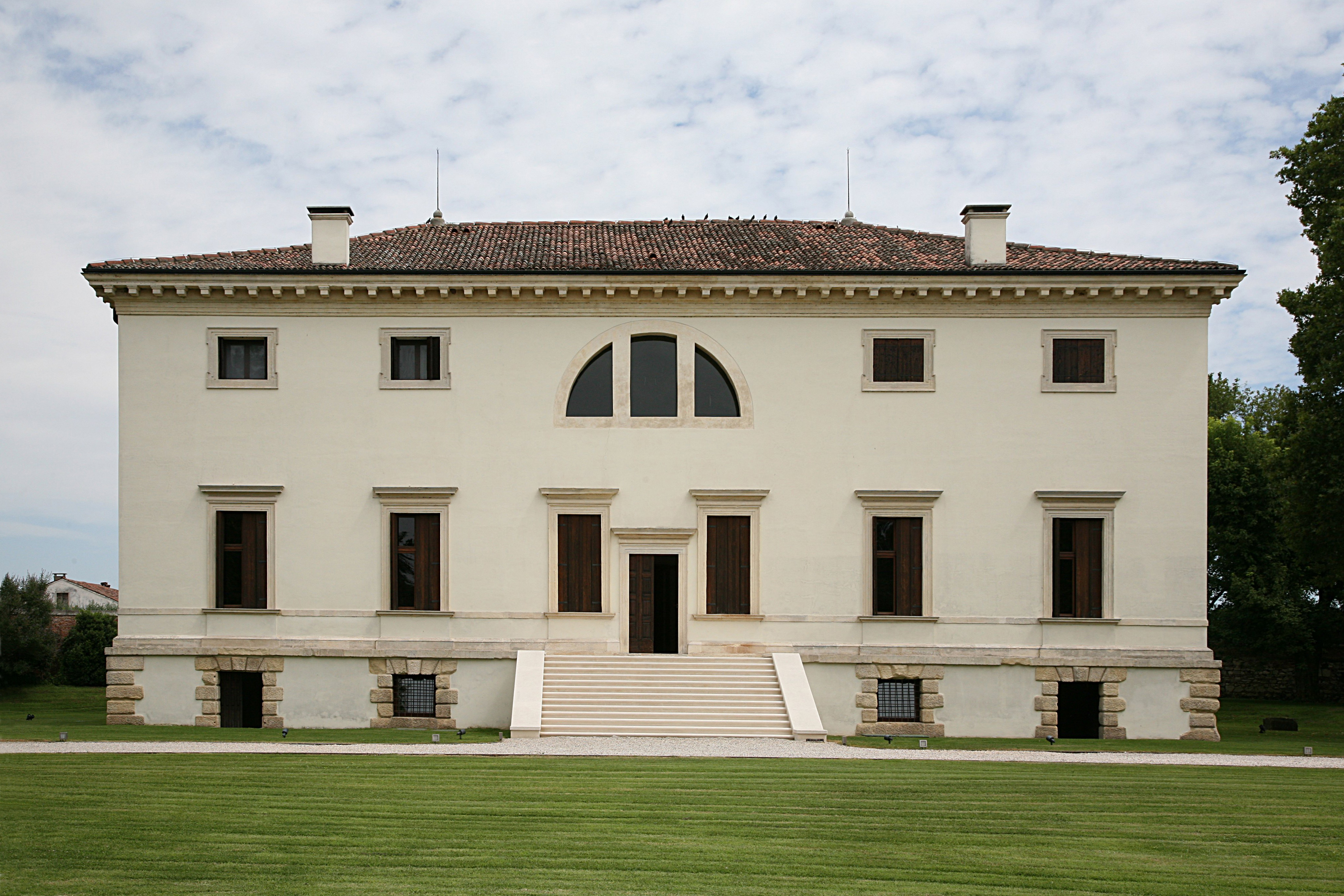
Fachada traseira.
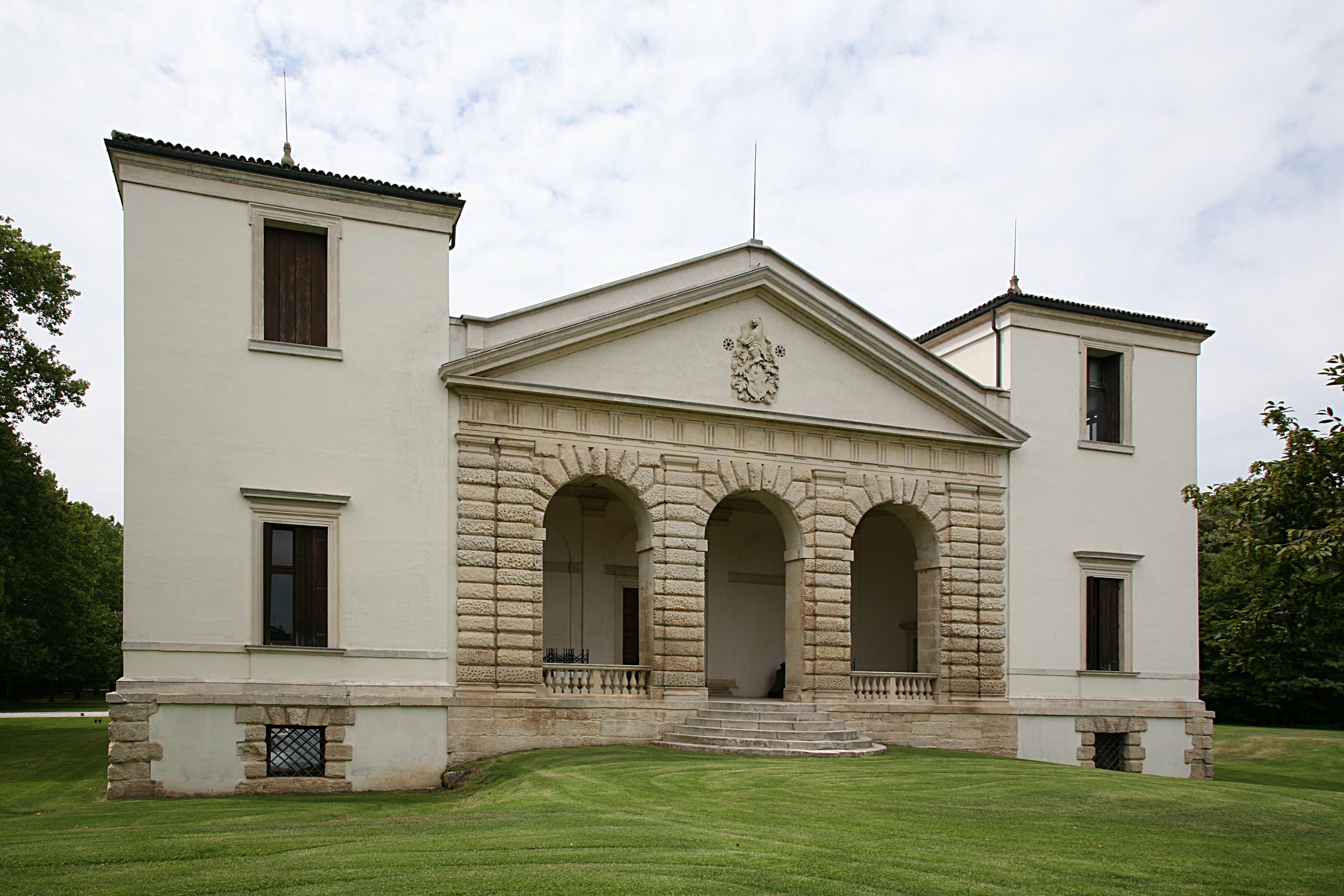
Fachada principal.